# 神角寺芹川県立自然公園
神角寺芹川県立自然公園（じんかくじせりかわけんりつしぜんこうえん）は、大分県中部の神角寺を中心とする地域に1951年（昭和26年）3月30日に設けられた県立自然公園。1961年（昭和36年）4月28日の区域変更により芹川周辺が追加され、公園名に「芹川」を挿入する名称変更が行われた。

## 概要
大分市内からも比較的近くにある自然公園で、一部は大分市から豊後大野市にかけて広がる大分県県民の森にも重複して含まれる。総面積は10,065.50ha。2005年度の利用者数は140,000人。
神角寺のある神角寺山、鎧ヶ岳、烏帽子岳などの山岳地域と、芹川ダム、長湯温泉などの芹川流域とからなる。

## 区域内の自治体
- 由布市
- 豊後大野市
- 竹田市

## 主要な景勝地・文化財
- 神角寺（本堂は国の重要文化財） - 豊後大野市朝地町鳥田
- 烏帽子岳 - 豊後大野市大野町藤北
- 芹川ダム - 竹田市・大分市
- 長湯温泉 - 竹田市
- 普光寺磨崖仏 - 豊後大野市朝地町上尾塚
- 用作公園 - 豊後大野市朝地町上尾塚